# Gomphoides perdita
Gomphoides perdita är en trollsländeart som först beskrevs av W. Foerster 1914.  Gomphoides perdita ingår i släktet Gomphoides och familjen flodtrollsländor. Inga underarter finns listade i Catalogue of Life.